# John Shackleton
John Shackleton (... – Londra, 16 marzo 1767) è stato un pittore, ritrattista inglese del XVIII secolo.
Nulla si sa delle sue origini né della sua data di nascita, dal 1749 ricoprì il ruolo di primo pittore di corte per Giorgio II e, successivamente, per Giorgio III, per i quali continuò a fare ritratti fino al 1765 anche quando il ruolo di primo pittore di corte venne ricoperto dal suo successore Allan Ramsay nel 1761.
Shackleton faceva parte del comitato che in 1755 propose per la prima volta un'accademia reale a Londra. Tre anni dopo, nel 1758, fu eletto membro della "Società per l'incoraggiamento delle arti, degli industriali e del commercio" (poi RSA) e tra il 1763 e il 1766 espose alla Libera Società degli Artisti.

## Opere
Shackleton eseguì numerose opere tra cui:
- Ritratto di Henry Pelham, 1752 circa, olio su tela, National Portrait Gallery (Washington)[2]
- Henry Pelham e il suo segretario John Roberts, XVIII secolo, olio su tela, Governament Art Collection (Londra)[2]
- Il giusto onorevole Henry Pelham, 1750, olio su tela[2]
- Ritratto di Giorgio II, 1750, olio su tela, Governament Art Collection (Londra)[2]
- Ritratto di Giorgio II, 1755, olio su tela, Scottish National Gallery[1]
- Ritratto di Giorgio II, 1757, olio su tela, Royal Collection[2]
- Ritratto di Giorgio II, 1758, olio su tela, Foundling Museum (Londra)[3]
- Ritratto di Giorgio II, 1762, olio su tela, British Museum[2]
- Ritratto di Giorgio II, XVIII secolo, olio su tela, Huntingdon Town Hall (Huntingdon)[2]
- Edith Phelips, seconda moglie di Carew Hervey Mildmay, 1749, olio su tela, Governament Art Collection (Londra)[2]
- 'Paese' James 'Jimmy' Dagnia, 1755, olio su tela, National Trust (Norwich)[2]
- Ritratto di Thomas Kinaston, 1730, olio su tela[2]
- Ritratto di Giorgio I, 1715, olio su tela, Guildhall di Santa Maria (Coventry)